# Caridina rangoona
Caridina rangoona е вид десетоного от семейство Atyidae.

## Разпространение и местообитание
Видът е разпространен в Мианмар.
Обитава сладководни басейни и потоци.